# Elio Micheli
Pour les articles homonymes, voir Elio (homonymie).
Elio Micheli est un costumier et décorateur de cinéma italien.

## Biographie
En trente ans d'activité cinématographique il a participé à environ 58 films principalement comme costumier, et aussi comme décorateur. Dès le début des années 1970 Micheli s'est consacré surtout aux histoires de lycéennes, de maîtresses d'école, de doctoresses et de secrétaires. Micheli a par exemple créé les costumes de films comme: Guardami nuda (Regarde-moi nue) sorti en 1972, La prof donne des leçons particulières en 1975, À nous les lycéennes en 1975, un des films érotiques à succès de Tarantini, I prosseneti (Les proxénètes) en 1976, La Toubib du régiment en 1976, Classe mista (Classe mixte) en 1976, La segretaria privata di mio padre (La secrétaire privée de mon père) en 1976, Taxi Girl en 1977, Per amore di Poppea en 1977, La compagna di banco (La camarade d'école) en 1977, L'insegnante va in collegio (La maîtresse d'école va au collège) en 1977, L'insegnante viene a casa (La Profconnaît la musique) en 1977, L'infermiera nella corsia dei militari (L'infirmière dans la chambre des militaires) en 1979, La soldatessa alle grandi manovre (La soldate aux grandes manœuvres) en 1978, La liceale seduce i professori (La lycéenne séduit les professeurs) en 1979, La moglie in bianco… l'amante al pepe (L'épouse en blanc… l'amant au piment) en 1982, Una donna allo specchio (Une femme dans le miroir) en 1985 et Senza scrupoli (Sans scrupules) sorti en 1986.
Avant de se consacrer au cinéma érotique Micheli a collaboré dans des films du genre western spaghetti avec les réalisateurs Luigi Capuano et Giorgio Ferroni, notamment: Buffalo Bill, l'eroe del far west sorti en 1965, Adiós gringo en 1965, Un dollaro bucato en 1966. Il a en outre travaillé pour un film policier, Morte sospetta di una minorenne (Mort suspecte d'une fille mineure), sorti en 1975.

## Filmographie
- 1961 : Néfertiti, reine du Nil, réalisé par Fernando Cerchio, (assistant dessinateur des costumes)
- 1963 : Il boia di Venezia, réalisé par Luigi Capuano, (assistant dessinateur des costumes)
- 1963 : Il leone di San Marco, réalisé par Luigi Capuano, (assistantcostumier)
- 1963 : Zorro et les Trois Mousquetaires (Zorro e i tre moschettieri), réalisé par Luigi Capuano, (costumier)
- 1963 : Ercole contro Moloch, réalisé par Giorgio Ferroni, (costumier)
- 1964 : Il leone di Tebe, réalisé par Giorgio Ferroni, (costumier)
- 1964 : La vendetta dei gladiatori, réalisé par Luigi Capuano, (costumier)
- 1965 : Agente S03 operazione Atlantide, réalisé par Domenico Paolella, (scénographe, costumier)
- 1965 : Buffalo Bill, le héros du Far-West, réalisé par Mario Costa, (costumier)
- 1965 : Adiós gringo, réalisé par Giorgio Stegani, (costumier) (avec le nom Ed Michaelson)
- 1965 : Le Dollar troué (Un dollaro bucato), réalisé par Giorgio Ferroni, (costumier) (avec le nom Ed Michaelson)
- 1966 : Agente Logan - missione Ypotron, réalisé par Giorgio Stegani, (costumier)
- 1967 : Wanted, réalisé par Giorgio Ferroni, (costumier)
- 1967 : Caccia ai violenti, de Nino Scolaro (chef décorateur)
- 1967 : Killer calibro 32, réalisé par Alfonso Brescia, (costumier) (avec le nom Ed Michaelson)
- 1967 : Du sang dans la montagne, réalisé par Carlo Lizzani, (costumier)
- 1968 : Tire si tu veux vivre (Se vuoi vivere... spara), réalisé par Sergio Garrone, (costumier)
- 1968 : Deux Pistolets pour un lâche (Il pistolero segnato da Dio), réalisé par Giorgio Ferroni, (costumier)
- 1968 : Caccia ai violenti, réalisé par Nino Scolaro, (costumier)
- 1968 : Tre supermen a Tokio, réalisé par Bitto Albertini, (costumier)
- 1969 : 5 per l'inferno, réalisé par Gianfranco Parolini, (scénographe, costumier)
- 1969 : La Bataille d'El Alamein, réalisé par Giorgio Ferroni, (costumes)
- 1970 : Un homme nommé Sledge, réalisé par Vic Morrow, (costumier)
- 1971 : La spina dorsale del diavolo, réalisé par Niksa Fulgosi, (costumier)
- 1972 : Amico, stammi lontano almeno un palmo, réalisé par Michele Lupo, (costumier)
- 1972 : La notte dei diavoli, réalisé par Giorgio Ferroni, (costumier)
- 1972 : Guardami nuda, réalisé par Italo Alfaro, (scénographe)
- 1975 : La prof donne des leçons particulières, réalisé par Nando Cicero, (garde-robe)
- 1975 : Morte sospetta di una minorenne, réalisé par Sergio Martino, (architecte-scénographe, costumier)
- 1975 : À nous les lycéennes, réalisé par Michele Massimo Tarantini, (costumier)
- 1975 : Piedone a Hong Kong, réalisé par Steno, (décorateur de scène)
- 1976 : I prosseneti, réalisé par Brunello Rondi, (scénographe)
- 1976 : La Toubib du régiment, réalisé par Nando Cicero, (architecte-scénographe)
- 1976 : La casa, réalisé par Angelino Fons, (architecte-scénographe, décorateur)
- 1976 : Classe mista, réalisé par Mariano Laurenti, (architecte-scénographe, costumier)
- 1976 : La segretaria privata di mio padre, réalisé par Mariano Laurenti, (architetto-scénographe)
- 1977 : Taxi Girl, réalisé par Michele Massimo Tarantini, (costumier)
- 1977 : Per amore di Poppea, réalisé par Mariano Laurenti, (scénographe, décorateur, costumier)
- 1977 : La compagna di banco, réalisé par Mariano Laurenti, (scénographe, costumier)
- 1978 : La Prof et les Cancres (L'insegnante va in collegio), réalisé par Mariano Laurenti, (scénographe, décorateur)
- 1978 : L'Enfant de nuit, réalisé par Sergio Gobbi, (scénographe)
- 1978 : La prof connaît la musique(L'insegnante viene a casa), réalisé par Michele Massimo Tarantini, (scénographe)
- 1978 : Zio Adolfo in arte Führer, réalisé par Franco Castellano et Giuseppe Moccia, (scénographies)
- 1978 : La soldatessa alle grandi manovre, réalisé par Nando Cicero, (scénographe)
- 1979 : L'infermiera nella corsia dei militari, réalisé par Mariano Laurenti, (architecte-scénographe, décorateur)
- 1979 : La liceale seduce i professori, réalisé par Mariano Laurenti, (architecte-scénographe, scénographe)
- 1980 : Rag. Arturo De Fanti, bancario precario, réalisé par Luciano Salce, (décorateur)
- 1982 : Morte in Vaticano, réalisé par Marcello Aliprandi, (architecte-scénographe)
- 1982 : La moglie in bianco... l'amante al pepe, réalisé par Michele Massimo Tarantini, (architecte-scénographe, costumier)
- 1982 : Il sommergibile più pazzo del mondo, réalisé par Mariano Laurenti, (architecte-scénographe)
- 1982 : I cacciatori del cobra d'oro, réalisé par Antonio Margheriti, (scénographe, costumier)
- 1985 : Una donna allo specchio, réalisé par Paolo Quaregna, (architecte-scénographe)
- 1986 : Senza scrupoli, réalisé par Tonino Valerii, (architecte-scénographe)
- 1987 : Bellifreschi, réalisé par Enrico Oldoini, (décorateur)
- 1989 : La casa nel tempo, (téléfilm), réalisé par Lucio Fulci, (scénographies)
- 1989 : Sinbad of the Seven Seas, réalisé par Enzo G. Castellari, (décorateur de scène)
- 1990 : Les Cavaliers de la gloire, réalisé par Souheil Ben Barka et Uchkun Nazarov, (scénographe)
- 1991 : Fuga da Kayenta, réalisé par Fabrizio De Angelis, (scénographe)
- 1992 : La Loi du désert (Beyond Justice) de Duccio Tessari, (décorateur)